# ISO 1207
ISO 1207 er en ISO standard for en maskinskrue.
En maskinskrue ISO 1207 er en af de mest brugte maskinskruer indenfor befæstelse området.
| Gevind     | M1   | M1,2 | M1,4 | M1,6 | M1,8 |
| ---------- | ---- | ---- | ---- | ---- | ---- |
| Bredde dk: | 2    | 2,3  | 2,6  | 3    | 3,4  |
| Længde k:  | 0,7  | 0,8  | 0,9  | 1,1  | 1,2  |
| Bredde n:  | 0,25 | 0,3  | 0,3  | 0,4  | 0,4  |
| Længde b:  | 25   | 25   | 25   | 25   | 25   |

| Gevind     | M2  | M2,5 | M3  | M3,5 | M4  |
| ---------- | --- | ---- | --- | ---- | --- |
| Bredde dk: | 3,8 | 4,5  | 5,5 | 6    | 7   |
| Længde k:  | 1,3 | 1,6  | 2   | 2,4  | 2,6 |
| Bredde n:  | 0,5 | 0,6  | 0,8 | 1    | 1,2 |
| Længde b:  | 25  | 25   | 25  | 38   | 38  |

| Gevind     | M5  | M6  | M8 | M10 |
| ---------- | --- | --- | -- | --- |
| Bredde dk: | 8,5 | 10  | 13 | 16  |
| Længde k:  | 3,3 | 3,9 | 5  | 6   |
| Bredde n:  | 1,2 | 1,6 | 2  | 2,5 |
| Længde b:  | 38  | 38  | 38 | 38  |